# 勝川春亭 (2代目)
二代目 勝川春亭（にだいめ かつかわ しゅんてい、生年不明 - 安政3年8月15日〈1856年9月13日〉）とは、江戸時代の浮世絵師。

## 来歴
勝川春英の門人。俗名幸吉、はじめ勝川春和と称す。文化から天保の頃にかけて美人画、武者絵、相撲絵などを描く。花鳥画も描いたといわれているが現存しない。天保4年（1833年）に出した「東西関取集大酒盛之図」に「春和改勝川春亭筆」の落款があり、この時期に二代目春亭を襲名したとみられる。新橋加賀町にて死去。墓所は東京都台東区蔵前の正覚寺（榧寺）、法名は隆誉昌嶽信士。

## 作品
- 「東西関取集大酒盛之図」　大判錦絵3枚続
- 「二美人図」　間判錦絵
- 「鎌倉権五郎と鳥ノ海彌三良」　大判錦絵